# AFC President’s Cup 2007

Wettbewerbslogo

Der AFC President’s Cup 2007 war die dritte Ausgabe des AFC President’s Cups, dem Vereinswettbewerb für die schwächsten asiatischen Fußball-Verbände. Alle acht teilnehmenden Mannschaften waren amtierende Landesmeister. Gespielt wurde in zwei Gruppen mit je 4 Mannschaften. Die beiden bestplatzierten jeder Gruppe qualifizierten sich für das Halbfinale. Das Turnier fand vom 20. September bis 30. September 2007 im Punjab Stadium in Lahore, Pakistan statt.

## Qualifizierte Mannschaften
- Gruppe A: Pakistan Army ( Pakistan), Transport United ( Bhutan), Regar TadAZ ( Tadschikistan), Ratnam SC ( Sri Lanka)
- Gruppe B: Khemara ( Kambodscha), Dordoi-Dynamo ( Kirgisistan), Mahendra Police Club ( Nepal), Tatung FC ( Taiwan)

## Gruppenphase

### Gruppe A
| Pl. | Verein           | Sp. | S | U | N | Tore    | Diff. | Punkte |
| --- | ---------------- | --- | - | - | - | ------- | ----- | ------ |
| 1.  | Regar TadAZ      | 3   | 3 | 0 | 0 | 016:100 | +15   | 09     |
| 2.  | Ratnam SC        | 3   | 1 | 1 | 1 | 009:500 | +4    | 04     |
| 3.  | Transport United | 3   | 1 | 0 | 2 | 004:210 | −17   | 03     |
| 4.  | Pakistan Army FC | 3   | 0 | 1 | 2 | 006:800 | −2    | 01     |

| 20. September 2007 |       |                  |                        |
| Pakistan Army FC   | 3:3   | Ratnam SC        | Punjab Stadium, Lahore |
| Transport United   | 00:13 | Regar TadAZ      | Punjab Stadium, Lahore |
| 22. September 2007 |       |                  |                        |
| Regar TadAZ        | 2:1   | Pakistan Army FC | Punjab Stadium, Lahore |
| Ratnam SC          | 6:1   | Transport United | Punjab Stadium, Lahore |
| 25. September 2007 |       |                  |                        |
| Transport United   | 3:2   | Pakistan Army FC | Punjab Stadium, Lahore |
| Regar TadAZ        | 1:0   | Ratnam SC        | WAPDA Stadion, Lahore  |

### Gruppe B
| Pl. | Verein               | Sp. | S | U | N | Tore    | Diff. | Punkte |
| --- | -------------------- | --- | - | - | - | ------- | ----- | ------ |
| 1.  | Dordoi-Dynamo        | 3   | 3 | 0 | 0 | 012:000 | +12   | 09     |
| 2.  | Mahendra Police Club | 3   | 1 | 1 | 1 | 006:700 | −1    | 04     |
| 3.  | Khemara              | 3   | 1 | 0 | 2 | 005:100 | −5    | 03     |
| 4.  | Tatung FC            | 3   | 0 | 1 | 2 | 000:600 | −6    | 01     |

| 21. September 2007   |     |                      |                        |
| Khemara              | 0:4 | Dordoi-Dynamo        | Punjab Stadium, Lahore |
| Mahendra Police Club | 0:0 | Tatung FC            | Punjab Stadium, Lahore |
| 23. September 2007   |     |                      |                        |
| Tatung FC            | 0:1 | Khemara              | Punjab Stadium, Lahore |
| Dordoi-Dynamo        | 3:0 | Mahendra Police Club | Punjab Stadium, Lahore |
| 25. September 2007   |     |                      |                        |
| Mahendra Police Club | 6:4 | Khemara              | Punjab Stadium, Lahore |
| Tatung FC            | 0:5 | Dordoi-Dynamo        | WAPDA Stadion, Lahore  |

## Halbfinale
In den Halbfinalspielen trafen die Gruppenersten und -zweiten über Kreuz aufeinander.
| Datum              |               | Ergebnis              |                      | Ort                    |
| ------------------ | ------------- | --------------------- | -------------------- | ---------------------- |
| 27. September 2007 | Regar TadAZ   | 1:2                   | Mahendra Police Club | Punjab-Stadion, Lahore |
| 28. September 2007 | Dordoi-Dynamo | 1:1 n. V. (4:3 i. E.) | Ratnam SC            | Punjab-Stadion, Lahore |

## Finale
| Datum              |                      | Ergebnis |               | Ort                    |
| ------------------ | -------------------- | -------- | ------------- | ---------------------- |
| 30. September 2007 | Mahendra Police Club | 1:2      | Dordoi-Dynamo | Punjab-Stadion, Lahore |

| AFC President’s Cup 2007 Dordoi-Dynamo Zweiter Titel |